# Plaza de Federico Moyúa
La plaza de Federico Moyúa o plaza Elíptica es una plaza ubicada en pleno centro de Bilbao, en el punto medio de la Gran Vía de Don Diego López de Haro. La plaza está dedicada a Federico Moyúa, alcalde de Bilbao entre 1909 y 1913, y de nuevo de 1924 a 1930.

## Historia
Fue construida en la década de los años 1940 según proyecto del arquitecto José Luis Salinas. Sesenta años después, su hijo Manuel Salinas inició el proceso de remodelación de este centro neurálgico de la ciudad. La plaza fue reinaugurada en 1997 manteniendo su forma elíptica originaria y los parterres de estilo inglés y francés. Fueron añadidos como elementos nuevos modernas farolas de acero y bancos funcionales. Además, se recuperó la antigua y emblemática fuente original.
El 17 de octubre de 2017 se anunció la habilitación de dos nuevos pasos de peatones que permitirían atravesar Moyúa sin dar la vuelta a la plaza, ubiándose en el eje que une los dos tramos de la calle Ercilla.
El 2 de noviembre del mismo año, se hizo efectiva la desaparición definitiva del águila preconstitucional que coronaba la fachada principal del edificio de la Agencia Tributaria en la plaza Moyúa.

### Peatonalización
El 27 de marzo de 2018, el Ayuntamiento anunció que peatonalizaría la plaza Moyúa y los tramos adyacentes en 2019. Sin embargo, el 5 de marzo de 2020 se aclaró que la reforma de la plaza Euskadi, como consecuencia de la ampliación del museo de Bellas Artes de Bilbao, conllevaba retrasar la peatonalización de Moyúa hasta 2021.
En julio de 2020 se confirmó que Bilbao vertebraba un gran eje peatonal, prohibiendo el tráfico para 2021 tanto en la propia plaza Moyua como en el tramo faltante del primer recorrido de la Gran Vía, desde la plaza Circular hasta la alameda de Urquijo. Para 2023 el Ayuntamiento incumplía sin embargo su hoja de ruta, aprobada por unanimidad en 2018.
El 26 de febrero de 2024 se anunció que el Ayuntamiento renunció a su plan de cortar la plaza Moyúa al tráfico privado.

## Edificios de interés
Diversos edificios reseñables rodean la plaza Moyúa:
- Hotel Carlton.
- Edificio de la Agencia Estatal de Administración Tributaria en Bilbao.
- Palacio Chávarri, sede de la Subdelegación del Gobierno.
- Estación de Moyua del metro de Bilbao, con doble acceso al suburbano.
- Edificio La Aurora.
- Casa Montero en las proximidades de la alameda de Recalde.
- Casas de Ramón de la Sota en las proximidades de la Gran Vía, en dirección a la plaza del Sagrado Corazón de Jesús.

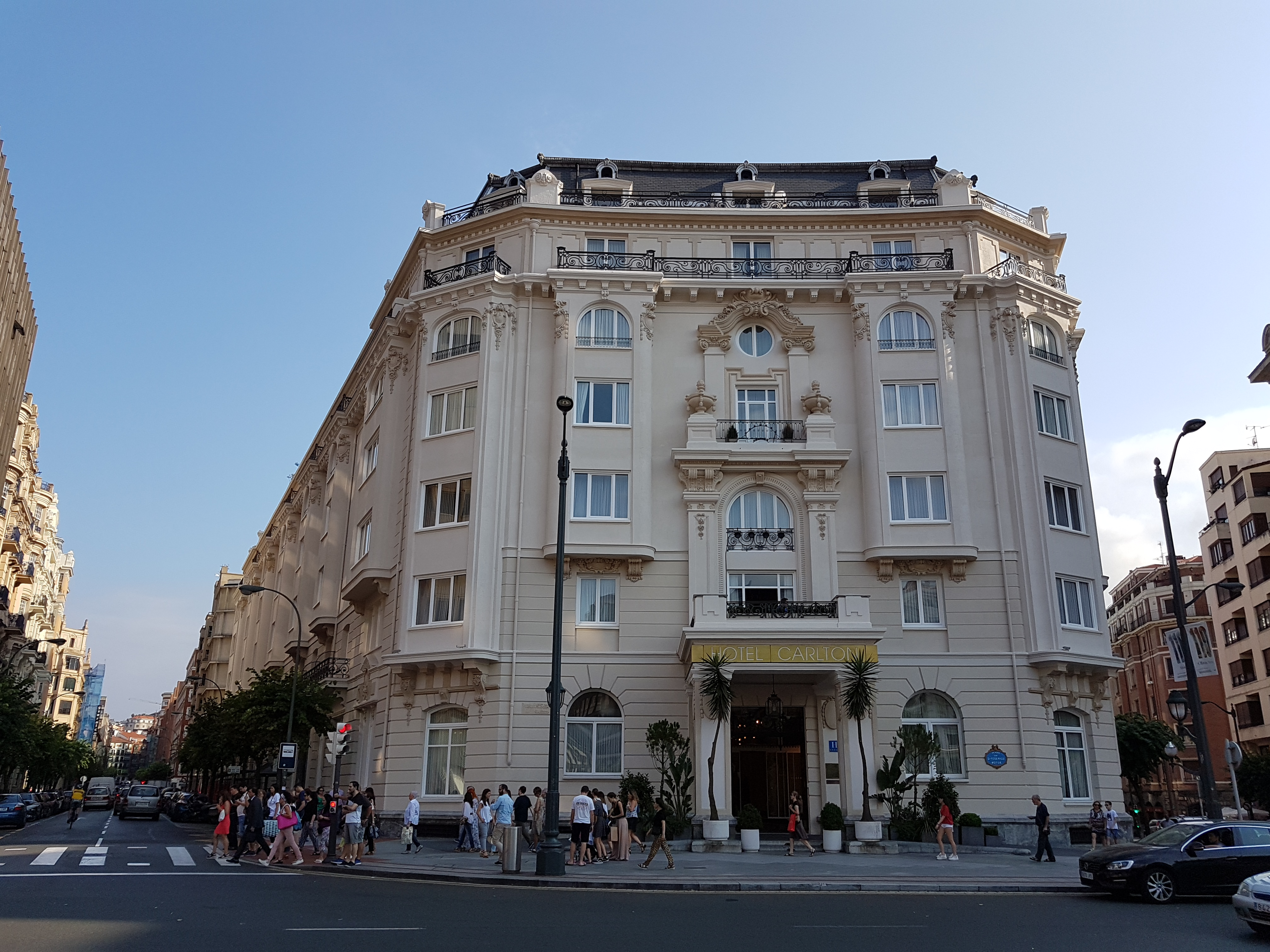
Hotel Carlton
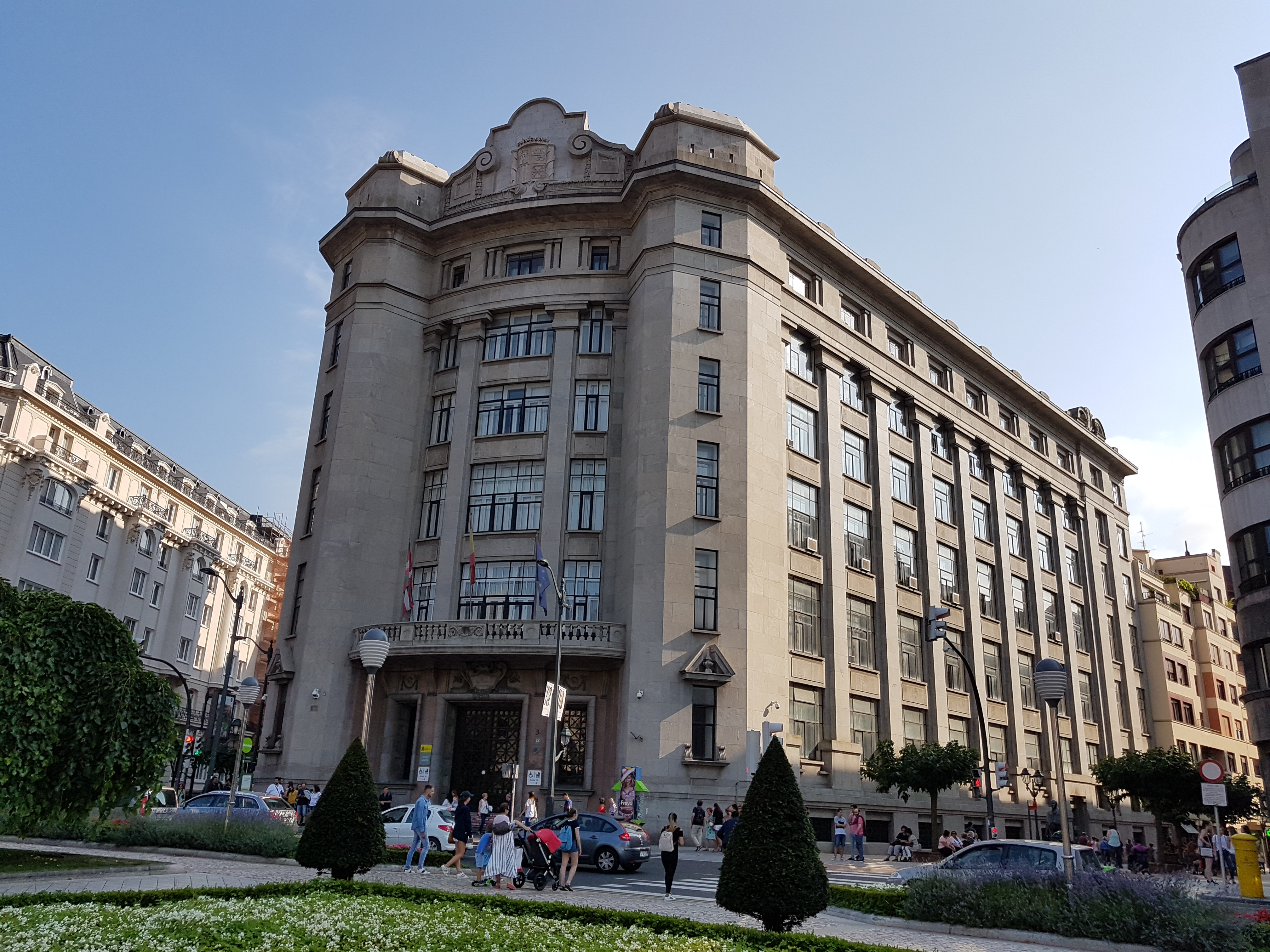
Edificio de la Agencia Estatal de Administración Tributaria restaurado
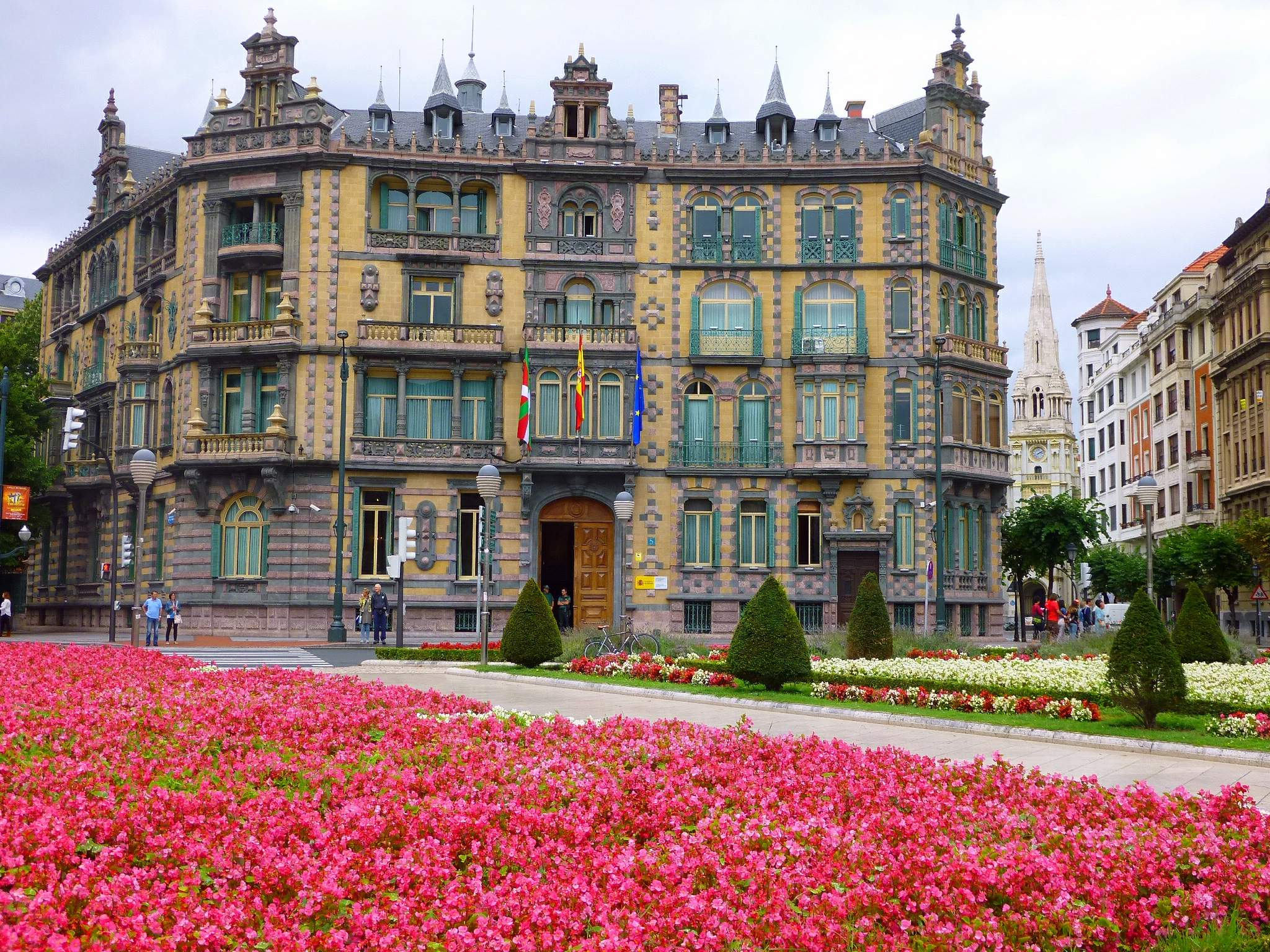
Palacio Chávarri
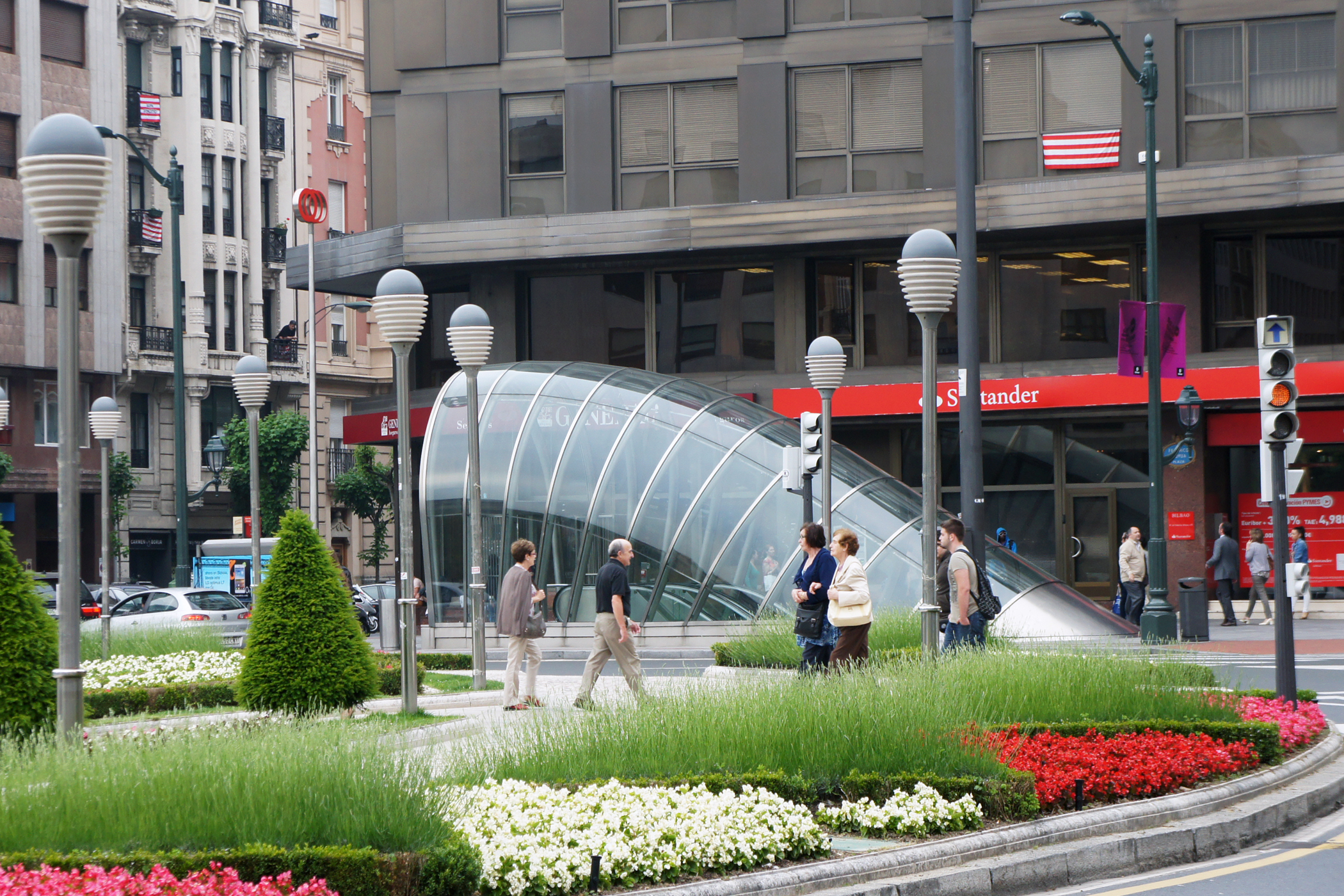
Fosterito en su acceso dirección Museo Guggenheim Bilbao
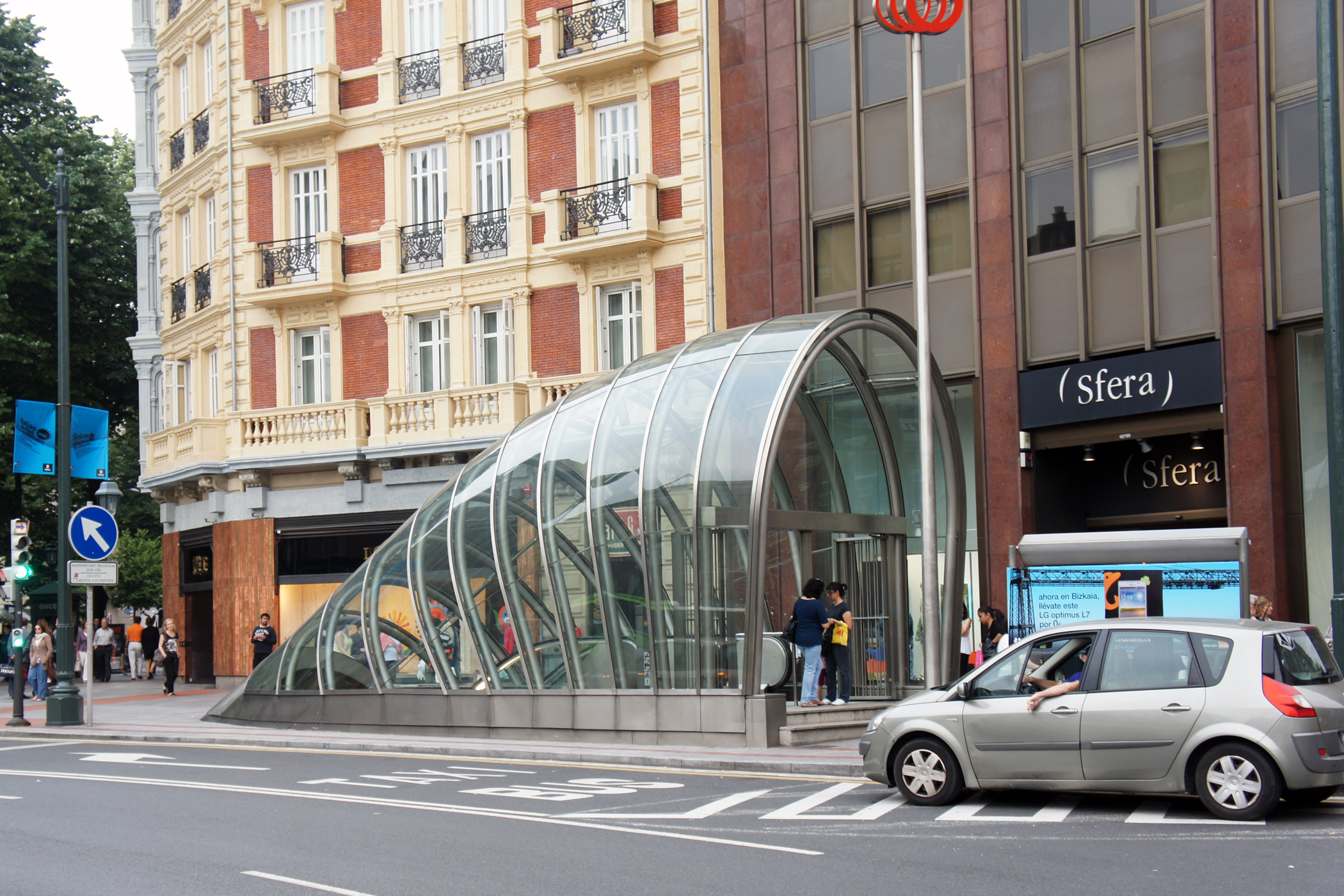
Fosterito en dirección Hotel Carlton
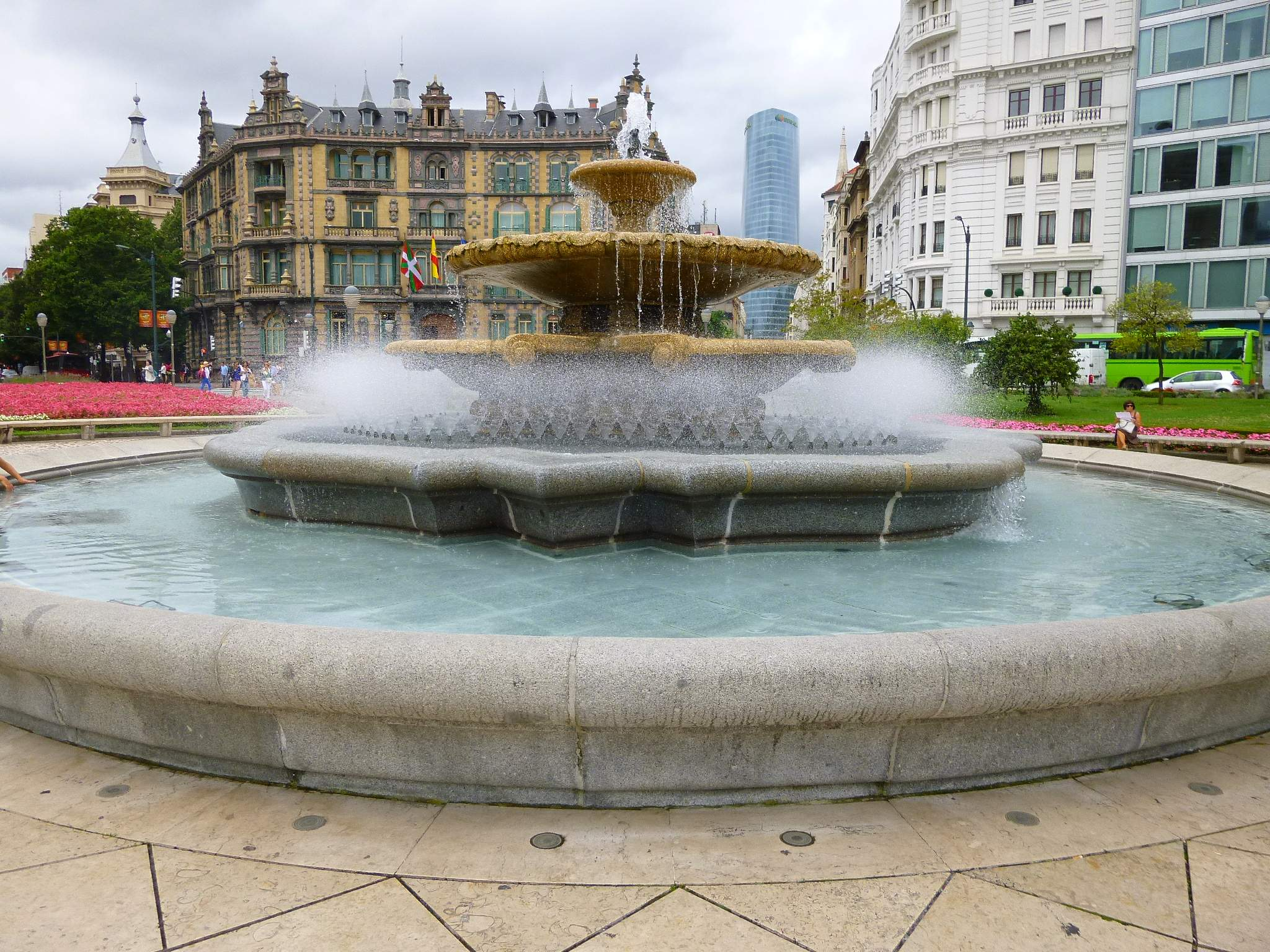
Fuente central con el Palacio Chávarri a la izquierda y la Torre Iberdrola al fondo
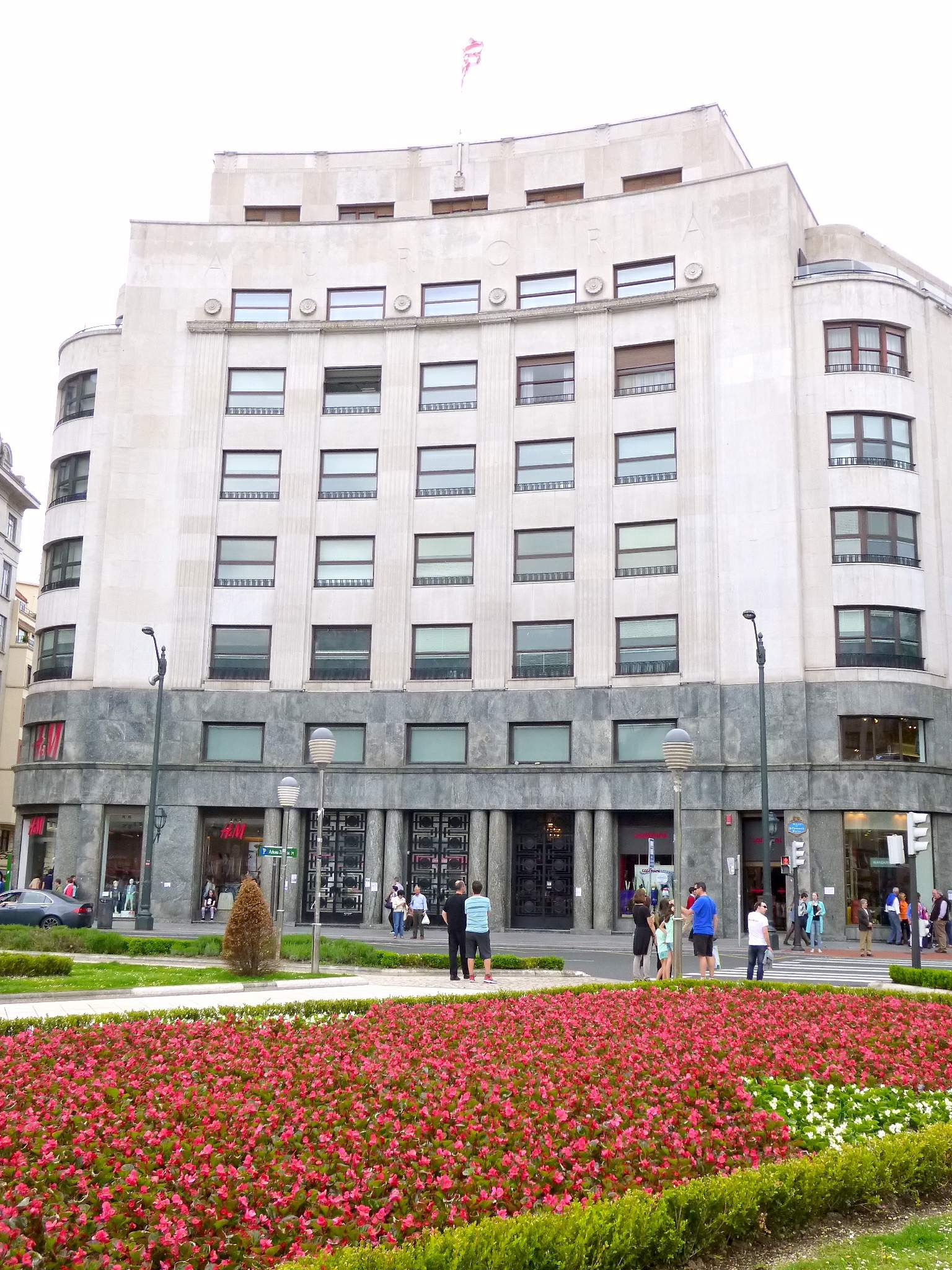
Edificio La Aurora
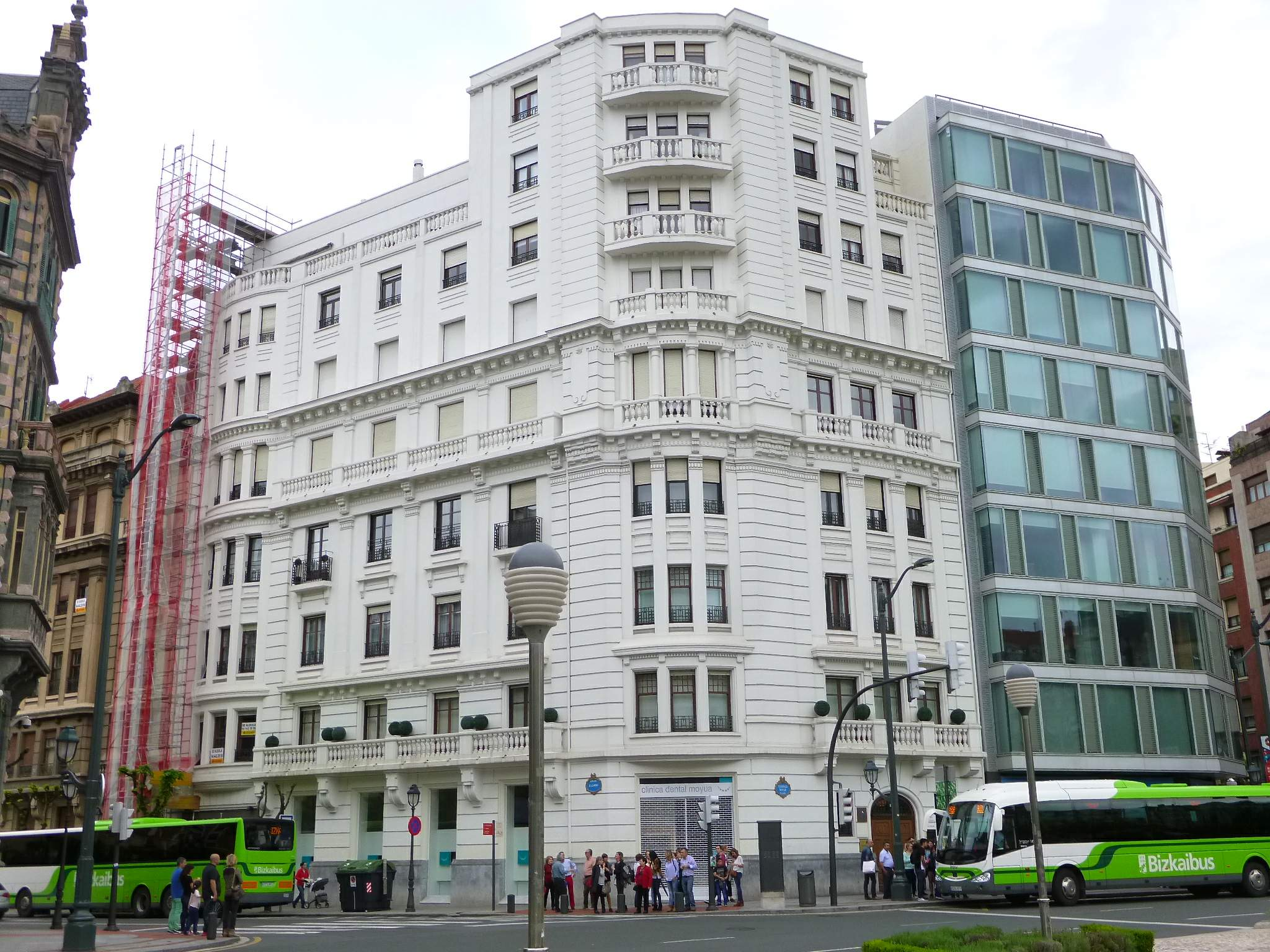

## Medios de transporte
Además de la estación de Moyua del metro de Bilbao ya mencionada, se incluyen la parada de autobús al aeropuerto de Bilbao, frente a la Agencia Estatal de Administración Tributaria, así como diversas paradas de las líneas de Bilbobus y Bizkaibus.